# 새한창업투자
새한창업투자는 대한한국의 벤처 캐피탈이다.

## 역사
1989년 6월 26일에 설립되었다.

## 투자 기업
쿠팡, 크래프톤, 우아한형제들, 비바리퍼블리카, 더블랙레이블

## 논란
- 2023년 중기부로부터 투자의무비율 위반으로 시정명령을 받았다[4]
- 2022년 800억원 규모의 사모사채 상환으로 인해 유동성 위기를 겪은 적이 있고[5] 2023년에는 만기 도래한 800억 원 규모의 사채를 상환하지 못해 자금 부족했던 적이 있다[6]